# پری آفتاب
پری آفتاب (انگلیسی: Parry Aftab) وکیلِ امنیت و حریم شخصی اینترنت، مؤلف، سخنران و مشاور امنیت و ایمنی فضای مجازی اهل ایالات متحده آمریکا و یکی از پایه‌گذاران قوانین سایبری و همچنین بنیان‌گذار یکی از قدیم‌ترین و بزرگترین شرکت‌های خیریهٔ امنیت فضای مجازی است. روزنامهٔ بوستون هرالد وی را «برجسته‌ترین متخصص امنیت سایبری در جهان» قلمداد کرد. وی نویسندهٔ نخستین کتاب امنیت فضای مجازی برای والدین در سال ۱۹۹۶ میلادی بود و علاوه بر دریافت افتخارات گوناگون، به‌عنوان ریاست هیئت مشاوره و نظارتی و همچنین هیئت مدیرهٔ برخی شرکت‌های مشهور نظیر «تراستی»، «فیس‌بوک»، «ام‌تی‌وی»، و «سسمی استریت آنلاین» انتخاب شده‌است. وی یکی از متخصصان باسابقهٔ امنیت اینترنتی است. او در سال ۲۰۱۶ میلادی، پروژه‌های «امنیت سایبری هند» و «استاپ‌سایبربولیئینگ هند» را نیز پایه‌گذاری کرد که کارش پیشگیری از اخاذی جنسی و دگردیسی (Morphing) است.
مدیرکل یونسکو «فدریکو مایور» در سال ۱۹۹۹ میلادی، او را به‌سمت ریاست «کمیتهٔ اقدام ملی ایالات متحده آمریکا» در گروه «کمیتهٔ جهانی شهروندان در پاسداری از معصومیتِ به‌خطرافتاده» یونسکو برگزید که کارشان پرداختن به معضل بهره‌کشی جنسی از کودکان بود. وی در سال ۲۰۰۳ یکی از اعضای هیئت مدیره «تراستی» (TRUSTe) شد. در سال ۲۰۰۵، کنگره ایالات متحده آمریکا در بیانیه‌ای به تلاش‌های او در مبارزه با قلدری رایانه‌ای ارج نهاد. وی یکی از ۲۹ عضو ارشد «کارگروه فنی امنیت اینترنت» بود که توسط مرکز اینترنت و جامعه برکمن دانشگاه هاروارد اداره می‌شد. سازمان او «وایرد سِـیفتی» یکی از اعضای هیئت مشاوره ایمنی فیس‌بوک در سال ۲۰۰۹ بود.
پری آفتاب برندهٔ «جایزهٔ بازستانی کودکان» در سال ۲۰۱۱ شد که توسط پلیس سواره‌نظام سلطنتی کانادا اهدا می‌شود. او در سال ۲۰۱۰ میلادی، برندهٔ «جایزهٔ مدیر اف‌بی‌آی برای رهبری جامعه» شد. پری آفتاب ترتیب‌دهندهٔ یک هماوری علیه قلدری رایانه‌ای در سال ۲۰۱۵ در جمهوری ایرلند نیز بود. او یکی از اعضای هیئت مدیرهٔ پروژه «مرز باریک» در ام‌تی‌وی، «سسمی استریت آنلاین» و شورای تبلیغات بود. شرکت‌های فیس‌بوک، والت دیزنی و نیکلودئون از جمله موکلان او بوده‌اند.